# Новая Воля (Волынская область)
Новая Воля (укр. Нова Воля) — село в Сереховичевской сельской общине Ковельского района Волынской области Украины.
До 2020 года входило в Старовыжевский район.
Код КОАТУУ — 0725084803. Население по переписи 2001 года составляет 53 человека. Почтовый индекс — 44442. Телефонный код — 3346. Занимает площадь 0,476 км².